# Jeff Larson (Journalist)
Jeff Larson (* 20. Jahrhundert) ist ein US-amerikanischer Journalist. Er arbeitete als Reporter für ProPublica und ist Mitbegründer von The Markup.

## Leben
Seit 2009 schreibt Larson für das US-amerikanische Investigativ-Newsdesk ProPublica. Zusammen mit seiner Kollegin Julia Angwin von ProPublica gründete er 2018 außerdem die Nichtregierungsorganisation The Markup.

## Auszeichnungen
2012 wurde er gemeinsam mit Olga Pierce und Lois Beckett für ihre Serie „Redistricting: How Powerful Interests are Drawing You Out of a Vote“ mit dem Livingston Award in der Kategorie National Reporting ausgezeichnet. Mit Partnern aus sieben weiteren Ländern untersuchte Larson politische Werbung auf Facebook.
Gemeinsam mit weiteren Autoren der ProPublica war er außerdem für den Pulitzer-Preis 2017 in der Kategorie Hintergrundberichterstattung nominiert.